# Суджінко (Mortal Kombat)
Суджінко (англ. Shujinko) — головний герой Mortal Kombat: Deception, шостий гри серії Mortal Kombat.

## Біографія

### Оригінальна хронологія
Багато років тому до юнака Суджінко звернулася сутність по імені Дамаші, яка представилася посланником Старших Богів. Дамаші розповів, що він був посланий на Землю з дорученням знайти людину з достатньою силою і потенціалом для того, щоб виконати місію Старших Богів. Юний Суджінко з ентузіазмом погодився виконати їх завдання. Дамаш доручив юному воїну зібрати шість Камідогу (знарядь Старших Богів) з Земного Царства, Зовнішнього Світу, Царства Хаосу, Царства Порядку, Пекла і Еденії.
Кілька десятиліть пішло у Суджінко для того, щоб зібрати всі шість Камідогу. За цей час він подорожував через кілька світів, де його на кожному кроці чекали пригоди і небезпеки. На початку своїх подорожей Суджінко навчався у майстра Бо'Рай Чо, який також навчав Лю Кенга. А пізніше він приєднався до клану Лін Куей, де навчався секретам кріомантов у предка братів Саб-Зіро. Потім він в буквальному сенсі цього слова відправився в Пекло, де став свідком ворожнечі між Ашрою і Ермака. В Світі Хаосу Суджінко разом з Хавіком відбили напад воїнів Сейдо, які хотіли отримати запаси води цього світу. У Зовнішньому Світі Суджінко довелося битися з Баракою і його ордами таркатанів, які хотіли стерти з лиця землі місто Лей Чен, лідер якого відмовився підкорятися Шао Кану. Вирішивши не допустити різанини, Суджінко відправився в Світ Порядку, де допоміг зупинити заворушення, влаштовані Дарріусом, лідером Опору. За це генерал Царства Порядку Хотару погодився допомогти захистити місто від військ Шао Кана.
Суджінко зміг знайти останній Камідогу після того, як він допоміг королеві Еденії Сіндел у відбитті атаки армії Шао Кана. Після цього Суджінко попрямував в Нексус — точку між царствами, яка дозволяла чемпіону Старших Богів легко переміщатися між світами. Суджінко очікував появи Старших Богів, але замість них з'явився Онага, Король Драконів, відроджений завдяки зусиллям Суджінко. Він розповів, що весь цей час він використав Суджінко для того, щоб повернути собі фізичне тіло і знайти ключ до влади над світами. Онага атакував Суджінко, але тому вдалося втекти в Земне Царство. Онага попрямував у Зовнішній Світ, щоб забрати собі амулет Шіннока, який тоді перебував у некроманта Куан Чі, а Суджінко, розуміючи, що через його дурості і довірливості все світи можуть опинитися під владою тирана, вирішив зупинити Короля Драконів.
Суджінко зміг стати одним з наймогутніших бійців і завдяки цьому він зміг знищити Камідогу і перемогти Онагу в битві, а душа Короля Драконів виявилася увязнене в Пеклі зусиллями Нічного Вовка.

### Нова хронологія
У новій хронології, Суджінко займався збором Камідогу для Дамаші, хоча точно невідомо, чим закінчилися його пошуки. Він зустрічає Ханзо Хасаші і Такеду Такахаші в храмі Кенга, присвяченого вбитому чемпіону Земного Царства, Лю Кенгу. Райден передав йому кинджал-Камідогу, який служить ключем до створення бога крові і може відкрити місцезнаходження амулета Шіннока в якому заточений занепалий старший бог.
Тут зявлаеця «Скромний» клірик Хаосу Хавік, який тут же з'являється в храмі. Ханзо дізнається його, як демона, який контролював Форест Фокса і знищив його відроджений клан Ширай Рю. Суджінко намагається переконати Ханзо, що Хавік — хороша людина і не має відношення до того в чому його намагаються звинуватити. Він умовляє Скорпіона поговорити з ним і йде разом з Такеда. Суджінко розповідає Такеда про візит Кенши в храм Кенга і про те, що Кенши вважав за краще сімейного життя полювання на лідера клану Червоний Дракон, Дейгона. За його словами Ханзо не сказав йому про це оскільки він не хотів, щоб Такеда був одержимий помстою. Раптово, Суджінко дістає кинджал-Камідогу і атакує Такеда. Одержимий Хавіком, Суджінко, схопив молодого воїна і взяв його в заручники.

## Спецприйои та Добиваня
Теле-удар: Суджінко піднімає руку і зусиллям думки кидає супротивника об підлогу. (MKD, MKA)
Літаючий Джинко: Суджінко летить вперед головою на противника. (MKD, MKA)
Вогняний кулак: Суджінко кидається вперед з кулаком на противника. (MKD, MKA)

### Добиваня
Нанизування на меч: Суджінко швидким ударом мечів відсікає ворогові голову. Поки той падає, він встромляє обидва меча противнику в плечі. (MKD)
Виривання серця: Суджінко вириває противнику серце з грудей, і потім розмазує його по обличчю ворога. (MKD)

## Поява в інших медіа

### Комікси
Суджінко з'являється в коміксі Mortal Kombat X, який є приквелом до однойменної гри.